# Кодряны (Чимишлийский район)
Кодряны (рум. Codreni, Кодрень) — село в Чимишлийском районе Молдавии. Является административным центром коммуны Кодряны, включающей также железнодорожную станцию Злоць.

## География
Село расположено на высоте 152 метров над уровнем моря.

## Население
По данным переписи населения 2004 года, в селе Кодрень проживает 491 человек (251 мужчина, 240 женщин).
Этнический состав села:
| Национальность | Число жителей | Процентный состав |
| -------------- | ------------- | ----------------- |
| молдаване      | 484           | 98.57             |
| украинцы       | 3             | 0.61              |
| русские        | 3             | 0.61              |
| румыны         | 1             | 0.2               |
| Всего          | 491           | 100%              |